# Вајт Оук (Пенсилванија)
Вајт Оук (енгл. White Oak) град је у америчкој савезној држави Пенсилванија.

## Демографија
По попису из 2010. године број становника је 7.862, што је 575 (-6,8%) становника мање него 2000. године.
| Група             | 2000.         | 2010.         |
| Белци             | 8.172 (96,9%) | 7.320 (93,1%) |
| Афроамериканци    | 157 (1,9%)    | 280 (3,6%)    |
| Азијати           | 30 (0,4%)     | 71 (0,9%)     |
| Хиспаноамериканци | 34 (0,4%)     | 73 (0,9%)     |
| Укупно            | 8.437         | 7.862         |